# Uranometria
Uranometria é o título curto de um atlas estelar produzido por Johann Bayer. Foi publicado em Augsburg, Alemanha, em 1603 por Mangus Christophorus sob o título Uranometria: omnium asterismorum continens schemata, nova methodo delineata, aereis laminis expressa. Isso se traduz em "Uranometria, contendo mapas de todas as constelações, novo método e gravadas em placas de cobre". A palavra "Uranometria" deriva de Urânia, musa dos céus e "urano" ( oυρανός ) a palavra grega para céu (céus). A tradução literal de "Uranometria" é "Medindo o Céu" (a ser comparado com "Geometria", em grego, literalmente traduzido para "Medindo a Terra").
Foi o primeiro atlas a cobrir toda a esfera celeste. As páginas do Uranometria foram originalmente gravadas em placas de cobre por Alexander Mair (1562-1617). Ela continha 51 cartas celestes. As primeiras 48 páginas representam as 48 constelações. A página 49 apresenta 12 novas constelações no céu do sul profundo que eram desconhecidas. Os dois últimos gráficos são planisférios rotulados como  "Synopsis coeli superioris borea" e "Synopsis coeli inferioris austrina", ou (aproximadamente) "Visão geral do hemisfério norte" e "Visão geral do hemisfério sul."
Cada uma das estrelas da constelação é sobreposta em uma imagem gravada do tema da constelação. Por razões desconhecidas, muitas das constelações humanas são gravadas como figuras vistas por trás enquanto elas tinham sido tradicionalmente processadas como de frente para a Terra.

## Gravura na página-título

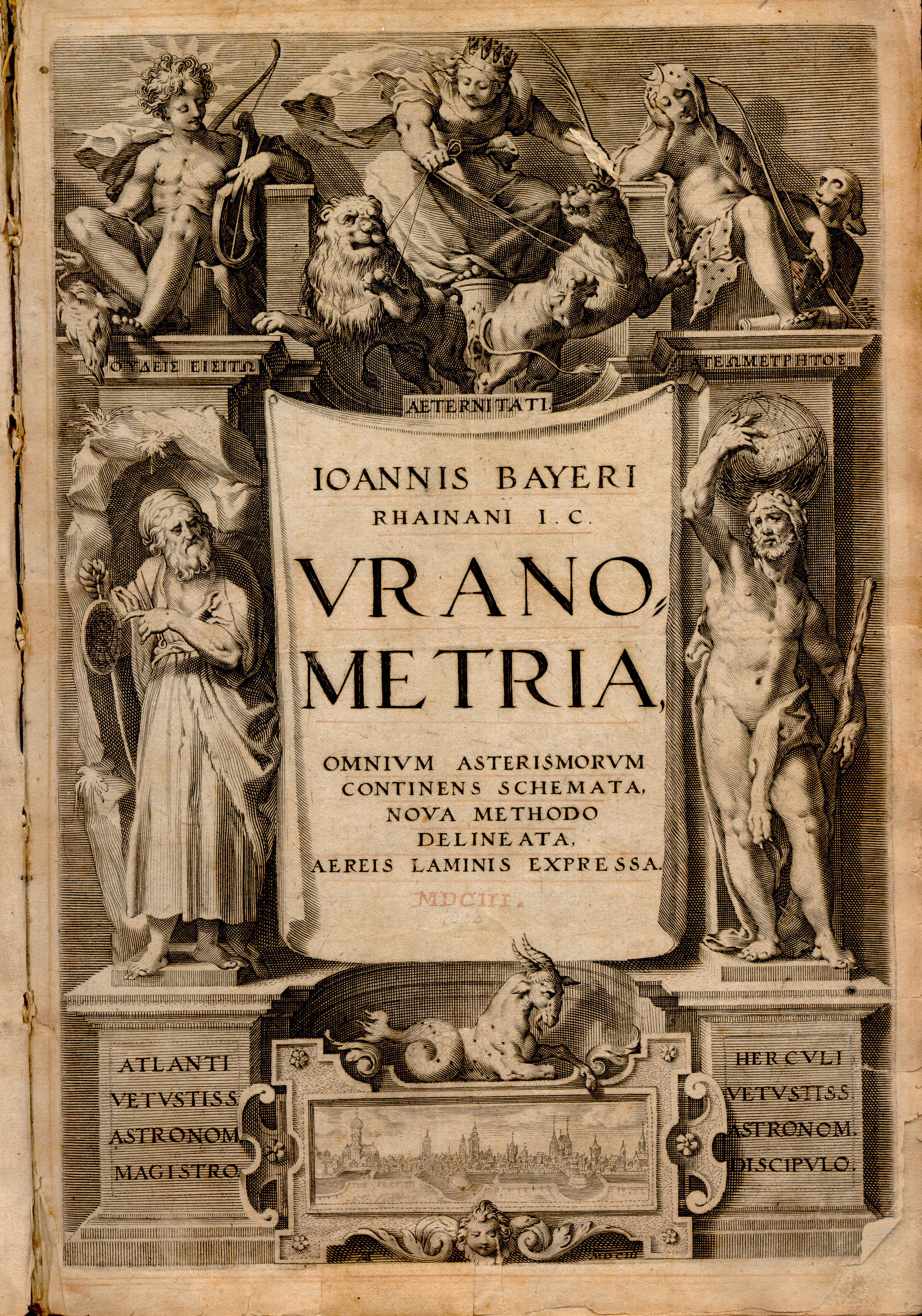
A página título, cortesia da biblioteca do Observatório Naval dos Estados Unidos.

A página de título gravado na Uranometria apresenta um motivo de arquitectura com o título completo no centro. Em pedestais dois lados estão as figuras de Atlas e Hércules . Inscrições nos pedestais, " Atlanti uetustiss astronom Magistro" ( Atlas, primeiro professor de astronomia ) e " Herculi uetustiss astronom discipulo "( Hercules o primeiro estudante de astronomia ). Na parte superior da página de rosto são gravadas várias figuras adicionais. No canto superior esquerdo é Apollo , personificando o sol. Na parte superior central é a deusa da Terra Cybele com uma coroa de estrelas e dois leões na coleira. Na parte superior direito é Diana , personificando a lua, com uma capa de estrelas. Sob o estandarte do título é uma figura de Capricórnio e sob um quadro de Augsburg.